# دانیسکو
دانیسکو (انگلیسی: Danisco) شرکت صنایع شیمیایی دانمارکی است، که در سال ۱۹۸۹ تأسیس شد.